# Tencent
Tencent Holdings Limited (în chineză: 腾讯控股有限公司; pinyin: Téngxùn Kònggǔ Yǒuxiàn Gōngsī) este un conglomerat chinez de investiții multinaționale, fondat în 1998, al cărui filiale se specializează în diverse servicii și produse legate de internet, divertisment, inteligență artificială și tehnologie, și la nivel global. Cei doi zgârie-nori Tencent Towers pe malul mării (cunoscute și sub numele de Mansion Tencent Binhai) se află în districtul Nanshan, Shenzhen.

## Legături externe
- Materiale media legate de Tencent la Wikimedia Commons
- Site web oficial